# 83 Samurski Pułk Piechoty (Biała Armia)
83 Samurski Pułk Piechoty (ros. 83-й пехотный Самурский полк) – jednostka wojskowa Białych podczas rosyjskiej wojny domowej

## Historia
Podczas tzw. 2 Marszu Kubańskiego wojsk gen. Antona I. Denikina doszło w czerwcu 1918 r. do starcia z oddziałami bolszewickimi pod stanicą Piesczanookopskaja. Biali wzięli wielu jeńców wojennych. Pułkownik Michaił G. Drozdowski, dowodzący 3 Dywizją Piechoty, jako pierwszy spośród białych dowódców podjął decyzję o przyjęciu w skład swojej dywizji b. czerwonoarmistów. Sformował z nich 21 czerwca Batalion Sołdacki (trzy kompanie), rozwinięty 1 lipca w stanicy Nowo-Donieckaja w 1 Sołdacki Pułk Piechoty w składzie czterech, a następnie sześciu kompanii. Kadrę stanowili oficerowie-drozdowcy. 14 sierpnia w stanicy Uść-Łabinskaja włączono do niego 180 żołnierzy, stanowiących kadrę carskiego 83 Samurskiego Pułku Piechoty. W rezultacie pułk został przemianowany na 83 Samurski Pułk Piechoty. Wchodził on w skład 1 Dywizji Piechoty, a następnie 3 (Drozdowskiej) Dywizji Piechoty. Na przełomie 1918/1919 r. pułk uczestniczył w ciężkich walkach na Kubaniu i w Kraju Stawropolskim. Od marca do czerwca 1919 r. poniósł duże straty podczas walk na Donbasie i południu guberni charkowskiej. Liczebność spadła z ok. 1,3 tys. do mniej niż 600 żołnierzy. Na pocz. sierpnia samurcy likwidowali przerwanie frontu przez oddziały bolszewickie pod Kupiańskiem. Następnie przeniesiono ich nad rzekę Psioł na północ od Połtawy, gdzie wespół z innymi oddziałami drozdowskimi atakowali w kierunku na Ochtyrkę-Sumy. 3 września zdobyli miasto Sudża. W poł. września bronili skutecznie Dmitrjew-Lgowskij. Po przejściu do kontrnatarcia zajęli 24 września Dmitrowsk Orłowski i ruszyli na Kromy. Wkrótce kontrofensywa wojsk bolszewick zmusiła pułk wespół z pozostałymi oddziałami drozdowskimi do odwrotu. 14 października podporządkowano go Aleksiejewskiej Dywizji Piechoty, choć faktycznie wszedł w jej skład dopiero 4 grudnia. Po ewakuacji na Krym 16 kwietnia 1920 r., pułk został rozformowany. Jego resztki uzupełniły Drozdowską Dywizję Piechoty. 21 czerwca pułk reaktywowano, włączając do 1 Brygady 6 Dywizji Piechoty. Po ewakuowaniu samurców do Gallipoli w poł. listopada, włączono ich do Aleksiejewskiego Dywizjonu Piechoty.

## Dowódcy
- płk Konstantin A. Kelner (do 19 lipca 1918 r.),
- płk Nikołaj N. Doroszkiewicz (do pocz. sierpnia 1918 r.),
- ppłk (płk) Karl G. Szabert (do 29 października 1918 r.),
- płk Sipiagin (wrzesień 1918 r.),
- płk M. A. Zwiagin (do grudnia 1918 r., 18 maja – listopad 1919 r.),
- płk Ilin (grudzień 1918 r. – 18 maja 1919 r.),
- płk J. I. Zielenin (do 16 kwietnia 1920 r.),
- płk Dmitrij W. Żitkiewicz (21 czerwca – poł. listopada 1920 r.).